# John McTaggart Ellis McTaggart
John McTaggart Ellis McTaggart (* 3. September 1866 in London; † 18. Januar 1925 ebenda) war ein englischer Philosoph.
McTaggart – ein Freund und Lehrer von Bertrand Russell – brachte die Philosophie von Hegel in den englischsprachigen Raum ein und wird dem Neuhegelianismus und dem Britischen Idealismus zugerechnet.

## Leben
Seine Eltern waren Francis und Caroline Ellis. Infolge einer Erbschaftsklausel des mütterlichen Großonkels Sir John McTaggart führten die Eltern den zusätzlichen Nachnamen McTaggart, so dass der offizielle Familienname Ellis McTaggart lautete. Da der Sohn den Vornamen John McTaggart erhielt, kam es zu diesem vollständigen Namen: John McTaggart Ellis McTaggart.
Von 1882 bis 1885 besuchte McTaggart das Clifton College in Bristol und von 1885 bis 1888 das Trinity College in Cambridge. 1888 erwarb er den B.A. und 1892 den M.A. in Cambridge, wo er von 1897 bis 1922 als Dozent lehrte.
John McTaggart Ellis McTaggart war Mitglied in der exklusiven Vereinigung The Cambridge Conversazione Society, die 1820 gegründet wurde. 1906 wurde er zum Mitglied (Fellow) der British Academy gewählt.

## Denken

Die Zeit bei McTaggart

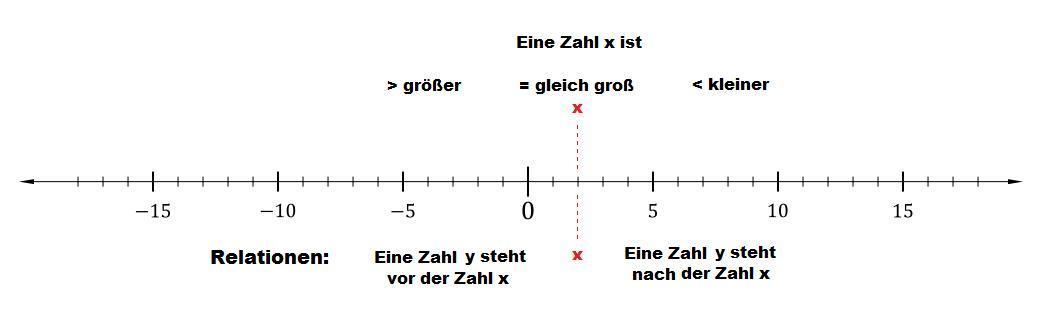
Zahlenreihe

McTaggarts Aufsatz zur Philosophie der Zeit, The Unreality of Time (1908), ist einer der einflussreichsten Texte der gesamten Disziplin. Er unterscheidet dort zwischen verschiedenen Betrachtungsweisen der Zeit, die er A-, B- und C-Reihen nennt. Seiner Auffassung nach sind sowohl die A- wie auch die B-Reihe widersprüchlich oder mit den Phänomenen inkompatibel, woraus er schließt, dass die Zeit überhaupt eine Illusion sei. Diesem Fazit schließen sich zwar die wenigsten Theoretiker an, sein Beweis der Unwirklichkeit der Zeit gilt demnach unkontrovers als gescheitert, seine begriffliche Unterscheidung ist aber nach wie vor die Standardterminologie. Die A-Reihe operiert mit transitorischen Begriffen wie „vergangen“, „gegenwärtig“ und „zukünftig“, die jeweils relativ auf die Perspektive der ersten Person eines Sprechers als deiktisches Zentrum sind. Die Sätze der A-Reihe sind also indexikalisch und zeitlich, das heißt, sie ändern ihren Wahrheitswert mit der beweglichen Gegenwart. Es liegt somit eine sogenannte tensed series oder dynamic-series vor. Zeit ist gerichtet, der Fluss der Zeit bewegt sich mit der Gegenwart und entspricht der erlebten Zeit. Die B-Reihe operiert dagegen mit Begriffen wie „früher als“, „gleichzeitig“ oder „später als“, die relativ auf andere Zeitstellen und dadurch unabhängig von einer rein subjektiven Perspektive sind. Die Sätze der B-Reihe sind zeitlos, denn ihre relationale Bestimmung ändert sich nicht, es ist unerheblich, zu welchem Zeitpunkt man auf die Ereignisse schaut, ihr Wahrheitswert bleibt immer gleich. Diese Reihe wird daher als tenseless series oder static-time-series bezeichnet. Zeit fließt nicht, zeitliche Bestimmungen sind statisch und permanent; Zeit ist analog zum Raum, sodass alle Zeitpunkte gleichzeitig vorhanden sind. Zeit ist objektiv und wissenschaftlich. Zieht man die Zeitbestimmungen von der A-Reihe ab, so erhält man eine C-Reihe, eine Reihe permanenter Relationen, vergleichbar mit der Reihe der natürlichen Zahlen. Sie ist nicht zeitlich, weil sie keine Veränderung einschließt, und sie hat keine eigene Richtung, sondern nur eine Reihenfolge.
McTaggart sieht die A-Reihe als fundamentaler für die Zeit an als die B-Reihe, und er will zeigen, dass die Zeit nicht real sein kann, wenn die Unterscheidungen „vergangen“, „gegenwärtig“ und „zukünftig“ nie auf die Wirklichkeit zutreffen. Er stellt im Wesentlichen drei Thesen (Prämissen) auf, woraus sich als Konklusion die Unwirklichkeit der Zeit ergibt. Werden die Prämissen akzeptiert, dann ist der Beweis gelungen, weil das Argument deduktiv stichhaltig ist.
- These 1: Keine Zeit ohne Veränderung.
Diese These ist allgemein anerkannt.(Veränderung ist nicht der Zeitfluss, denn dies würde die A-Reihe bereits voraussetzen, sondern die Tatsache, dass Gegenstände zeitlich nacheinander unverträgliche Eigenschaften haben.)
- These 2: Veränderung gibt es nur in der A-Reihe.
Die B-Serie ist nicht in der Lage, den Zeitfluss darzustellen. Ereignisse sind statisch relativ zueinander geordnet, es gibt keine echte Veränderung. Diese ist nur in der A-Serie möglich.
- These 3: Die A-Reihe ist widersprüchlich.
Nach der A-Reihe kommt jedem Ereignis oder Zeitpunkt das Attribut zu, dass es sowohl gegenwärtig, zukünftig und auch vergangen ist. Dies seien aber widersprüchliche Bestimmungen, welche nicht gleichzeitig real sein können, weshalb die A-Reihe unreal ist. Auch eine Umgehung der Gleichzeitigkeit der Attribute führt zu Widersprüchen. Ist aber die A-Reihe unreal, jedoch eine notwendige Voraussetzung für die Zeit, könne die Zeit selbst nur unreal sein.

Diese Thesen sind nicht unangreifbar. Einer der wesentlichsten Punkte ist die heutige Auffassung des Begriffes von Veränderung, nach der die These 2 nicht bestehen kann: Nach Russell gibt es auch in der B-Reihe durch das Eintreten neuer Ereignisse und Tatsachen zeitliche Veränderung. Ein Gedankenexperiment  von Sydney Shoemaker  entwirft eine Möglichkeit, nach welcher Zeit auch ohne Veränderung möglich sein könnte. Dass McTaggarts Beweisversuch für die Unwirklichkeit der Zeit (also der Nachweis einer Antinomie) gescheitert ist, bedeutet allerdings nicht, dass die Realität der Zeit damit schon bewiesen wäre.

## Werke (Auswahl)
- Studies in the Hegelian Dialectic. The University Press, Cambridge 1886.
- Studies in the Hegelian Cosmology. The University Press, Cambridge 1891.
- The Unreality of Time. In: Mind. A Quarterly Review of Psychology and Philosophy 17/1908, S. 457–474.
  - Deutsche Übersetzung: Die Irrealität der Zeit. In: Walther Ch. Zimmerli, Mike Sandbothe (Hrsg.): Klassiker der modernen Zeitphilosophie. Wissenschaftliche Buchgesellschaft, Darmstadt 1993, ISBN 3-534-12013-2, S. 67–86
- The Nature of Existence. The University Press, Cambridge 1921-1927.
- The changes of method in Hegel’s dialectic. Mind (N. S.) 1(1892)1, 56 – 71; 1(1892)2, 188 – 205